# Tom Baack
Tom Baack (* 13. März 1999 in Essen) ist ein deutscher Fußballspieler, der seit Juli 2025 beim Zweitligisten 1. FC Nürnberg unter Vertrag steht. Er wird hauptsächlich als Innenverteidiger eingesetzt und ist mehrfacher Nachwuchsnationalspieler.

## Karriere

### Verein
Baack wurde in Essen geboren und begann beim Stadtteilklub SV Leithe mit dem Fußballspielen. Als Siebenjähriger wurde er im Nachwuchsleistungszentrum des VfL Bochum aufgenommen.
Als Kapitän der A-Jugend des Vereins war er im Sommer 2016 als Ergänzungsspieler für die erste Mannschaft vorgesehen, kam jedoch verletzungsbedingt nicht zum Einsatz. Nach weiteren Trainingseinheiten mit den Profis stand der Verteidiger beim 1:0-Heimsieg gegen Arminia Bielefeld am 9. Spieltag der Zweitligasaison 2018/19 erstmals im Herrenbereich auf dem Platz und stand neben zwei Kurzeinsätzen auch einmal in der Startelf. Am Saisonende wurde er mit dem VfL Tabellenelfter und verlängerte seinen auslaufenden Vertrag nicht mehr.
Nach 13 Jahren in Bochum unterschrieb Baack im Frühjahr 2019 einen bis Juni 2022 gültigen Vertrag beim Ligakonkurrenten SSV Jahn Regensburg.
2021 wechselte Baack zunächst auf Leihbasis zum SC Verl, ab der Spielzeit 2022/23 wurde er von dem Drittligisten fest verpflichtet und erhielt einen bis 2025 befristeten Vertrag. Nach dem Vertragsende wechselte er im Sommer 2025 zum 1. FC Nürnberg.

### Nationalmannschaft
Der Innenverteidiger absolvierte bislang Länderspiele für alle Nachwuchsnationalteams ab der U16.